# Musculus deltoideus
De musculus deltoideus of deltavormige spier is een skeletspier. Hij ligt dicht aan de oppervlakte en is daardoor goed zichtbaar op de bovenarm. De naam  is afkomstig van het Oudgriekse δελτοειδής deltoeidés wat deltavormig - naar de vorm van de Griekse letter Δ (δέλτα délta) - betekent. De spier draagt deze naam vanwege zijn driehoekige uiterlijk.
De musculus deltoideus bestaat bij de mens uit drie delen: de pars clavicularis, de pars acromiaca en de pars spinalis. De pars clavicularis heeft haar origo aan het laterale een derde deel van het sleutelbeen (clavicula), de pars acromiaca heeft haar origo aan de buitenrand van het acromion en de pars spinalis heeft haar origo aan de onderkant van de spina scapulae. Deze drie delen hebben een gemeenschappelijke insertie in de tuberositas deltoidea op het opperarmbeen. 
De functie van de spier is voornamelijk abductie van de bovenarm (vanaf dat ze al ongeveer 15° in abductie is gebracht door de musculus supraspinatus), maar de voorste vezels van de spier zorgen ook voor anteflexie en endorotatie en de achterste vezels zorgen voor retroflexie en exorotatie van de bovenarm. De innervatie wordt verzorgd door de nervus axillaris (C5-C6).
De musculus deltoideus is een van spieren die gebruikt wordt voor intramusculaire injectie, vooral bij vaccinaties.